# دیوید میلار
دیوید میلار (انگلیسی: David Millar؛ زادهٔ ۴ ژانویهٔ ۱۹۷۷) دوچرخه‌سوار اهل بریتانیا است.
از باشگاه‌هایی که در آن رکاب زده‌است می‌توان به تیم دوچرخه‌سواری کوفیدیس، سونیر دوال-پرودیر، و کنندیل–دراپاک اشاره کرد.